# Ramolkogel
Ramolkogel är ett berg i Österrike.   Det ligger i distriktet Imst och förbundslandet Tyrolen, i den västra delen av landet, 400 km väster om huvudstaden Wien. Toppen på Ramolkogel är 3 550 meter över havet, eller 645 meter över den omgivande terrängen. Bredden vid basen är 9,7 km.
Terrängen runt Ramolkogel är huvudsakligen bergig, men söderut är den kuperad. Runt Ramolkogel är det ganska glesbefolkat, med 32 invånare per kvadratkilometer.. Närmaste större samhälle är Sölden, 13,1 km norr om Ramolkogel. 
Trakten runt Ramolkogel består i huvudsak av gräsmarker.